# Kontext
| Kontext |
| --- |
| - Betydelse – ett sammanhang för ett fenomen - Relaterade begrepp – omständigheter, omgivning, övergripande situation - Användning – t.ex. inom lingvistik, antropologi, annan språkbehandling |

Kontext eller sammanhang handlar om omständigheter, omgivning eller en övergripande situation. Begreppet är teoretiskt viktigt inom strukturalism och postmodernism men inskränker sig inte till dessa sammanhang. I en hermeneutisk tradition är förståelse och kunskap om kontexten viktig för att göra en så korrekt och betydelsefull tolkning som möjligt.
Inom semiotik, lingvistik, sociologi och antropologi hänvisar kontext till de objekt eller enheter som omger en fokal händelse, i dessa discipliner typiskt en kommunikativ händelse, av något slag. Kontext är "en ram som omger händelsen och ger resurser för dess lämpliga tolkning".:2–3  Det är alltså ett relativt begrepp, endast definierbart med avseende på någon fokal händelse inom en ram och beroende av den ramen.

## Olika kontexter

### Inom lingvistik
På 1800-talet diskuterades det om den mest grundläggande principen i språket var kontextualitet eller kompositionalitet, och kompositionalitet var vanligtvis att föredra. Verbal kontext hänvisar till texten eller talet som omger ett uttryck (ord, mening eller talhandling). Verbala sammanhang påverkar hur ett uttryck förstås, och det är kopplat till normen att inte citera människor utanför deras kontext. Eftersom mycket av den samtida lingvistiken tar texter, diskurser eller samtal som föremål för analys, sker det moderna studiet av verbala sammanhang i termer av analys av diskursstrukturer och deras inbördes relationer, till exempel koherensrelationen mellan meningar.
Neurolingvistisk analys av sammanhang har visat att interaktionen mellan samtalspartner som definieras som parser skapar en reaktion i hjärnan som återspeglar prediktiva mönster och tolkningsreaktioner. Man kan då säga att ömsesidig kunskap, samtext, genre, talare och åhörare skapar en neurolingvistisk sammansättning av kontext.
Inom sociolingvistiken definierades traditionellt social kontext i termer av objektiva sociala variabler, såsom de för klass, kön, ålder eller ras. På senare tid har social kontext tenderat att istället definieras relaterat till den sociala identitet som tolkas och visas i text och samtal av språkanvändare.
Kontextparametrars påverkan på språkbruk eller diskurs studeras vanligtvis kopplat till språkvariation, stil eller register (se Stilistik). Det grundläggande antagandet här är att språkanvändare anpassar egenskaperna hos sitt språkbruk (såsom intonation, lexikaliskt val, syntax och andra aspekter av formuleringen) till den aktuella kommunikativa situationen. I denna mening kan språkbruk eller diskurs  en given kontext kallas mer eller mindre "lämpligt".

### I språklig antropologi
Teorin om teckenfenomen är anpassad från den hos Charles Sanders Peirce, som utgör grunden för mycket samtida arbete inom språkantropologin. Där är begreppet kontext en integrerad del av definitionen av indexet, en av de tre klasserna av tecken som utgör Peirces andra tecken. Ett index är ett tecken som betecknar i kraft av att "peka på" någon komponent i sin kontext. Med andra ord är ett indexikaliskt tecken relaterat till sitt objekt i kraft av deras samtidiga förekomst inom någon slags kontextuell ram.

### I naturlig språkbehandling
I ord-bemärkelsen disambiguation är betydelsen av ord härledda från kontexten där de förekommer.

## Kontextvariabler
Kommunikativa system förutsätter sammanhang som är strukturerade i termer av särskilda fysiska och kommunikativa dimensioner. Dessa sammanhang kan baseras på tid, plats och kommunikativ roll.